# Ursprungsgerade

Ursprungsgeraden in der euklidischen Ebene

Eine Ursprungsgerade ist in der Mathematik eine Gerade, die durch den Ursprung eines Koordinatensystems verläuft. Daher werden Ursprungsgeraden durch besonders einfache Geradengleichungen beschrieben. Die Ortsvektoren der Punkte einer Ursprungsgerade bilden einen eindimensionalen Untervektorraum des euklidischen Raums.

## Ursprungsgeraden in der Ebene

### Definition
Eine Ursprungsgerade in der euklidischen Ebene ist eine Gerade, die durch den Ursprung {\displaystyle (0,0)} des Koordinatensystems verläuft. In der allgemeinen Koordinatenform besteht eine Ursprungsgerade damit aus denjenigen Punkten der Ebene, deren Koordinaten {\displaystyle (x,y)} die Geradengleichung
{\displaystyle ax+by=0}
erfüllen, wobei {\displaystyle a} und {\displaystyle b} Parameter sind, die nicht beide gleich null sein dürfen. Durch Auflösen dieser Gleichung nach {\displaystyle y} erhält man, sofern {\displaystyle b\neq 0} ist, die einfachere Form 
{\displaystyle y=mx}
mit der Steigung {\displaystyle m=-{\tfrac {a}{b}}}. In dieser Form kann eine Ursprungsgerade allerdings nicht senkrecht zur x-Achse verlaufen. 

### Beispiele
Wichtige Beispiele für Ursprungsgeraden sind die beiden Koordinatenachsen mit den Geradengleichungen
{\displaystyle y=0}   und   {\displaystyle x=0}.
Weitere wichtige Beispiele für Ursprungsgeraden sind die Winkelhalbierenden des I. und III. sowie des II. und IV. Quadranten mit den Geradengleichungen
{\displaystyle x-y=0}   und   {\displaystyle x+y=0}.

### Vektorgleichungen
Ursprungsgeraden können auch durch Vektorgleichungen beschrieben werden. In Parameterform besteht eine Ursprungsgerade dann aus denjenigen Punkten der Ebene, deren Ortsvektoren {\displaystyle {\vec {x}}} die Gleichung
{\displaystyle {\vec {x}}=s{\vec {u}}}
für {\displaystyle s\in \mathbb {R} } erfüllen. Die Ortsvektoren der Punkte einer Ursprungsgerade sind also skalare Vielfache des Richtungsvektors {\displaystyle {\vec {u}}}. Alternativ kann eine Ursprungsgerade auch in Normalenform über die Normalengleichung
{\displaystyle {\vec {n}}\cdot {\vec {x}}=0}
angegeben werden. Hierbei stellt {\displaystyle {\vec {n}}} einen Normalenvektor der Gerade und {\displaystyle {\vec {n}}\cdot {\vec {x}}} das Skalarprodukt der beiden Vektoren {\displaystyle {\vec {n}}} und {\displaystyle {\vec {x}}} dar. Eine Ursprungsgerade besteht dann aus denjenigen Punkten der Ebene, deren Ortsvektoren senkrecht auf dem gegebenen Normalenvektor stehen.

### Lotgerade
Zu jeder Ursprungsgerade existiert eine dazu senkrechte Gerade, die ebenfalls durch den Koordinatenursprung verläuft. Diese Lotgerade hat dann die Koordinatendarstellung
{\displaystyle bx-ay=0}
beziehungsweise, sofern die Steigung der Ausgangsgerade {\displaystyle m\neq 0} ist,
{\displaystyle y=-{\frac {1}{m}}x}.
Ein Normalenvektor der Ausgangsgerade ist ein Richtungsvektor der Lotgerade und ein Richtungsvektor der Ausgangsgerade ein Normalenvektor der Lotgerade.

## Ursprungsgeraden im Raum

Eine Ursprungsgerade im dreidimensionalen Raum

### Definition
Durch Vektorgleichungen können auch Ursprungsgeraden in höherdimensionalen euklidischen Räumen beschrieben werden. In Parameterform besteht eine Ursprungsgerade mit Richtungsvektor {\displaystyle {\vec {u}}\in \mathbb {R} ^{n}} dann aus denjenigen Punkten im Raum, deren Ortsvektoren {\displaystyle {\vec {x}}\in \mathbb {R} ^{n}} die Gleichung
{\displaystyle {\vec {x}}=s{\vec {u}}}
für {\displaystyle s\in \mathbb {R} } erfüllen. Eine Ursprungsgerade besteht damit wie im zweidimensionalen Fall aus allen Punkten im Raum, deren Ortsvektoren ein skalares Vielfaches des Richtungsvektors der Gerade sind. Durch eine Normalengleichung wird allerdings in drei- und höherdimensionalen Räumen keine Gerade mehr, sondern eine Hyperebene beschrieben.

### Beispiele
Im dreidimensionalen Raum können die drei Koordinatenachsen durch die Geradengleichungen
{\displaystyle {\vec {x}}=s{\vec {e}}_{1},{\vec {x}}=s{\vec {e}}_{2}}   und   {\displaystyle {\vec {x}}=s{\vec {e}}_{3}}
für {\displaystyle s\in \mathbb {R} } angegeben werden. Hierbei sind {\displaystyle {\vec {e}}_{1}=(1,0,0)}, {\displaystyle {\vec {e}}_{2}=(0,1,0)} und {\displaystyle {\vec {e}}_{3}=(0,0,1)} die drei Standard-Einheitsvektoren.

### Abstand eines Punkts
Der Abstand eines Punkts mit Ortsvektor {\displaystyle {\vec {v}}} von einer Ursprungsgerade mit Richtungsvektor {\displaystyle {\vec {u}}} beträgt {\displaystyle |{\vec {v}}-{\vec {p}}|}, wobei 
{\displaystyle {\vec {p}}={\frac {{\vec {v}}\cdot {\vec {u}}}{{\vec {u}}\cdot {\vec {u}}}}\,{\vec {u}}}
der Ortsvektor des Lotfußpunkts, das heißt die Orthogonalprojektion des Vektors {\displaystyle {\vec {v}}} auf die Gerade, ist.

### Vektorraumstruktur
Die Vektoren in einem euklidischen Raum bilden einen Vektorraum, den sogenannten Koordinatenraum. Die Menge der Ortsvektoren der Punkte einer Ursprungsgerade bildet dabei einen Untervektorraum des euklidischen Raums
{\displaystyle U=\{{\vec {x}}\in \mathbb {R} ^{n}\mid {\vec {x}}=s{\vec {u}}~{\text{für}}~s\in \mathbb {R} \}}.
Dieser Untervektorraum ist gerade die lineare Hülle des Richtungsvektors {\displaystyle {\vec {u}}} der Gerade. Die Ursprungsgeraden sind dabei die einzigen eindimensionalen Untervektorräume des euklidischen Raums. 

### Ursprungsgeraden als Schnitt

Eine Ursprungsgerade als Schnitt zweier Ursprungsebenen

Die zweidimensionalen Untervektorräume des dreidimensionalen euklidischen Raums sind gerade die Ursprungsebenen. Der Schnitt zweier verschiedener Ursprungsebenen ergibt stets eine Ursprungsgerade, wobei der Richtungsvektor dieser Schnittgerade durch das Kreuzprodukt
{\displaystyle {\vec {u}}={\vec {n}}_{1}\times {\vec {n}}_{2}}
der Normalenvektoren {\displaystyle {\vec {n}}_{1}} und {\displaystyle {\vec {n}}_{2}} der beiden Ursprungsebenen gegeben ist. Allgemein sind die {\displaystyle (n-1)}-dimensionalen Untervektorräume im {\displaystyle n}-dimensionalen euklidischen Raum Ursprungs-Hyperebenen und der Schnitt von {\displaystyle n-1} solchen Hyperebenen mit linear unabhängigen Normalenvektoren {\displaystyle {\vec {n}}_{1},\ldots ,{\vec {n}}_{n-1}} ergibt stets eine Ursprungsgerade, deren Richtungsvektor durch das verallgemeinerte Kreuzprodukt
{\displaystyle {\vec {u}}={\vec {n}}_{1}\times \cdots \times {\vec {n}}_{n-1}}
gegeben ist.